# Alphard Sound Technology

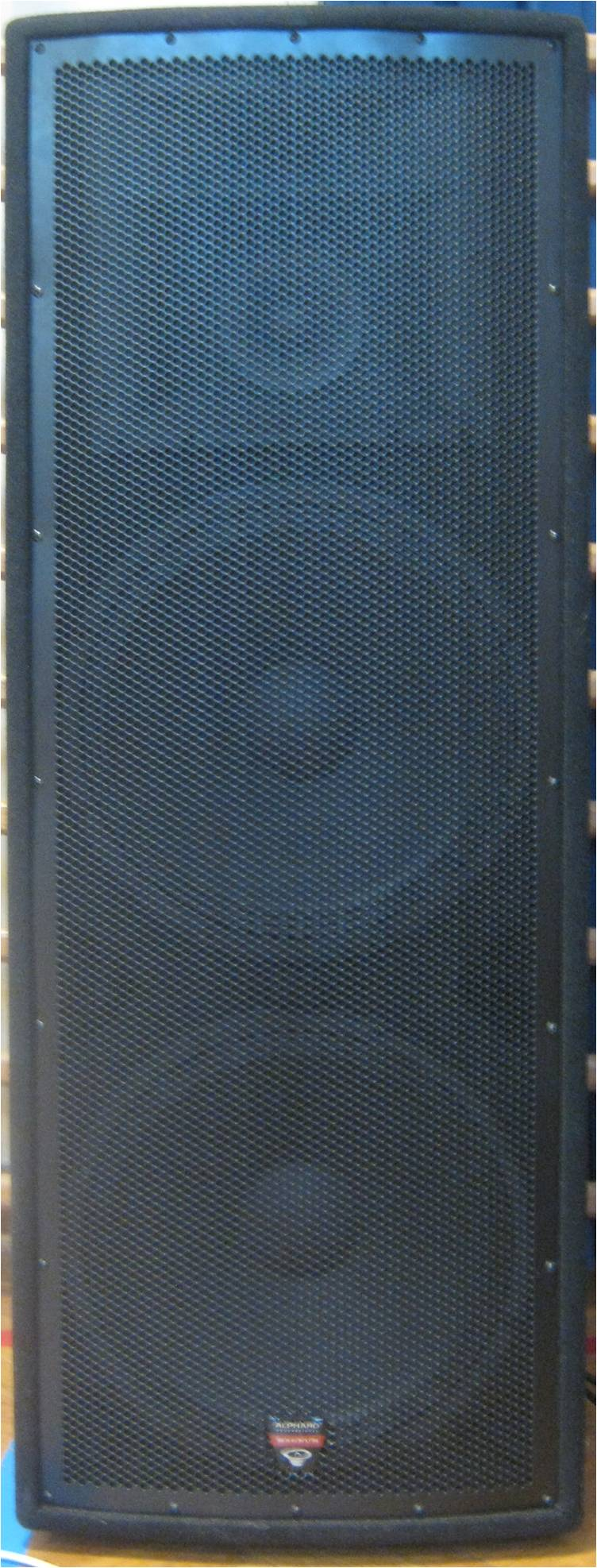
Kolumna estradowa firmy Alphard z serii Magnum

Alphard Sound Technology ETP – polska firma produkująca sprzęt muzyczny od 1997 roku z siedzibą w Grójcu pod Warszawą. Posiada ona certyfikat ISO 9001:2000. Firma posiada prawa ochronne, patentowe, na liczne rozwiązania. Jest także wydawcą magazynu muzycznego HardRocker i jako jedyne pismo w Polsce sprzedało licencje na wydawania pisma w Czechach i na Słowacji. Firma posiada przedstawicielstwa na Ukrainie, Białorusi, Rosji i w Szwecji.
Z produktów marki Alphard korzystają znakomite firmy muzyczne oraz muzycy tacy jak m.in. Małgorzata Ostrowska, Krzysztof Krawczyk.
W skład oferty firmy wchodzą marki:
- Hannibal
- Magnum
- Da Vinci
- Copernicus

Pod których nazwami produkuje się m.in. kolumny głośnikowe oraz przewody.

## Produkty
- kolumny liniowe
- kolumny głośnikowe
- głośniki tubowe
- subwoofery
- wzmacniacze
- miksery
- przewody
- mikrofony
- głośniki
- systemy nagłośnieniowe samochodów
- wszelkiego rodzaju akcesoria nagłośnieniowe